# Вейцман, Реума
Реума Вейцман (ивр. ראומה ויצמן‎; урождённая Шварц; 18 августа 1925, Лондон — 15 апреля 2025, Ор-Акива) — израильская общественная деятельница и жена седьмого президента Израиля Эзера Вейцмана, который был на этой должности с 13 мая 1993 года по 13 июля 2000 года.

## Биография

### Юные годы
Реума Шварц родилась 18 августа 1925 года в Лондоне, Великобритания. Её родители, Цви, родившийся в Новоселице, и Рахель, уроженка Кишинёва и дочь Дова Климкера, были участниками Второй алии, основателями партии Мапай и юридического факультета Еврейского университета в Иерусалиме. Старшей сестрой Реумы была Рут, которая впоследствии вышла замуж за Моше Даяна.
Цви и Рахель отправились в Англию с двухлетней Рут для учёбы Цви на юридическом факультете. Через год после рождения Реумы семья вернулась в Подмандатную Палестину и поселилась в Иерусалиме в районе Рехавия. В девятилетнем возрасте Реума переехала в кибуц Мишмар-ха-Эмек. Родители, занятые обеспечением семьи и общественной деятельностью, решили, что обучение в кибуце будет полезно для их дочери.

### Волонтёрская работа
Покинув Мишмар ха-Эмек, Реума прошла сельскохозяйственную подготовку в кибуце Нир-Давид и закончила учительские курсы в колледже кибуцев в Тель-Авиве. В поисках работы Реума отправилась в детский дом в пригороде Гамбурга, находившийся в ведении Еврейского агентства и Красного Креста, где она около двух лет проработала с детьми — беженцами Второй мировой войны.
После Палестинской войны 1947—1949 годов Реума вернулась в Израиль и служила в женском корпусе в качестве клерка в правительственной пресс-службе.
До прибытия в резиденцию президента Израиля Реума много работала с детьми с ограниченными интеллектуальными возможностями в различных общественных организациях.

### Первая леди

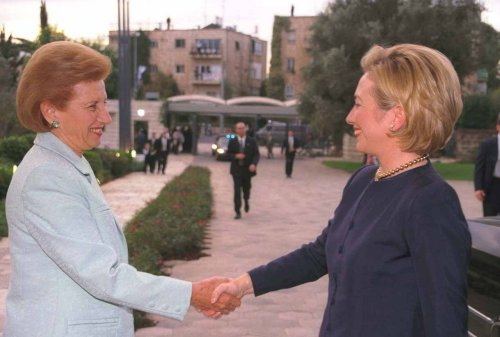
Реума Вейцман (слева) встречается с первой леди Хиллари Клинтон, Иерусалим, 1998 год.

Во время правления мужа она открыла резиденцию президента для некоммерческих организаций, которые организовывали лагеря для детей, больных раком. В период абсорбции больших волн алии она посещала лагеря абсорбции по всему Израилю и заботилась о благополучии репатриантов, особенно из Эфиопии. Вейцман работала над тем, чтобы открыть Президентский дом для выставок многих израильских художников, и многие из их работ были подарены Президентом, с её одобрения, высокопоставленным гостям за пределами Израиля. Она также открыла выставки для широкой публики, чтобы приблизить израильское искусство к народу. Вейцман инициировала «Премию за добрые дела», цель которой — «отмечать добрые дела граждан, совершённые на благо всех, безвозмездно, на добровольных началах, что является примером и образцом для подражания для всех нас».

### Личная жизнь
Реума познакомилась с Эзером Вейцманом в 1949 году, когда он и Мордехай Ход остановились, чтобы подвезти её по пути на поминальную службу по Моди Алону. Они поженились в 1950 году во дворе дома её сестры и мужа, Рут и Моше Даяна. Моше Даян тогда был комендантом Иерусалима, а семейный дом находился в Вилле Лиа в районе Рехавия в Иерусалиме. Пару поженил главный раввин Ицхак Халеви Герцог.
В 1951 году Эзер Вейцман был принят на учёбу в британские ВВС, и пара переехала в Англию, где у них родился старший сын Шауль. Четыре года спустя у них родилась дочь Михаль. Шауль был тяжело ранен на фронте у канала во время Войны на истощение, когда египетский снайпер выстрелил ему в голову. В 1991 году Шауль погиб вместе со своей женой в автокатастрофе, и они были похоронены на кладбище в Ор-Акиве. В марте 1991 года женщина подала в суд на супругов Вейцман и отсудила у них имущество их сына Шауля, утверждая, что Шауль является отцом её сына. Анализ тканей доказал, что мальчик действительно является сыном Шауля.
Вейцман умерла 15 апреля 2025 года в Ор-Акиве, Израиль, в возрасте 99 лет.